# Siliștea Crucii (gmina)
Siliștea Crucii – gmina w Rumunii, w okręgu Dolj. Obejmuje tylko jedną miejscowość Siliștea Crucii. W 2011 roku liczyła 1609 mieszkańców.